# Manuel Mindán Manero
Manuel Mindán Manero (Calanda, Baix Aragó, 12 de desembre de 1902 - Madrid, 19 de setembre de 2006) va ser un sacerdot, professor i filòsof espanyol, popularment conegut com el «Pare Mindán».

## Biografia
Als onze anys ingressa al seminari de Belchite on estudia quatre cursos d'Humanitats. Després continua la seva formació al Seminari Conciliar de Saragossa, llavors Universitat Pontifícia, per a cursar tres anys de Filosofia i cinc de Teologia, amb els quals conclou la seva formació eclesiàstica. El 1926 és ordenat sacerdot i es trasllada al poble de Luna on començarà a exercir el seu ministeri. Tres anys després, però, l'arquebisbe el Saragossa per tal d'impartir classes de Filosofia al Seminari. Posteriorment inicià estudis d'Història a la Universitat de Saragossa, on va ser deixeble de José Gaos.
L'estiu de 1933, després de presentar-se als cursos per a professors d'ensenyament mitjà, va obtenir la plaça de Filosofia de l'Institut Lluís Vives de València, on va exercir durant el curs 1933-1934. El curs següent, però, es va traslladar a Madrid per completar la seva formació filosòfica. S'hi va matricular a la Universitat Central, on va assistir a les classes d'Ortega y Gasset, Manuel García Morente, Xavier Zubiri i José Gaos. Durant la Guerra Civil va ingressar a la CNT i va fundar amb altres companys el Sindicat d'Ensenyament. Va arribar a ser membre del comitè directiu del sindicat. Denunciat per la seva condició de sacerdot, va passar any i mig a la presó, i acabada la guerra es va traslladar a Saragossa, on durant el curs 1939-1940 va donar classes a la universitat com a professor auxiliar. L'estiu de 1940 va obtenir el primer lloc al concurs a les primeres càtedres de Filosofia i, després de passar un any a Àvila, va tornar a guanyar en un concurs de mèrits la càtedra de filosofia a l'Institut Ramiro de Maeztu de Madrid. En aquest Institut va ocupar diversos càrrecs. Va esdevenirl rector-director de la Residència d'alumnes de l'Institut des del 1966 fins a la seva desaparició el 1984. A Madrid va simultaniejar les classes a l'Institut, des de la càtedra de Filosofia que va ocupar fins a la seva jubilació el setembre de 1973, amb la docència a la Facultat de Filosofia i Lletres (1941-1961) i en altres institucions universitàries.
Vinculat al Consell Superior d'Investigacions Científiques des de la fundació de l'Institut de Filosofia «Luís Vives», va ocupar diversos càrrecs a la Junta Directiva. Al principi s'encarregà de la formació i direcció dels becaris i d'organitzar la biblioteca. El 1942 va fundar i dirigir la Revista de Filosofia, durant vint-i-cinc anys, fins al 1969. Des de la seva vinculació a l'Institut Luís Vives, el 1949 va ser un dels fundadors de la Societat Espanyola de Filosofia i en va esdevenir el president, i va dirigir diverses de les «Setmanes Espanyoles de Filosofia».
La seva tasca investigadora es va centrar, especialment, en Sant Tomàs d'Aquino, Descartes, Andreu Piquer i Arrufat, al qual va dedicar la seva tesi doctoral, i sobre la Teoria dels Valors i l'Existencialisme. Després de jubilar-se als 70 anys, va seguir fent classes al Centre d'Estudis Universitaris fins a complir els 86 anys.

## Amistat amb Luis Buñuel
Gran amic d'infància del seu conveí, el director de cinema Luis Buñuel, van compartir les seves estones d'oci a Calanda; Mindán relata les anècdotes pròpies d'aquella època en dos dels seus llibres de memòries, així com en un parell de pel·lícules documentals dedicades al cineasta, Buñuel (Rafael Cortés, 1984) i a propòsit de Buñuel (José Luis López-Linares i Javier Rioyo, 2000). S'advera que ha estat un dels millors coneixedors de la infància de Buñuel.

## Pensament
El seu pensament filosòfic s'emmarca en un espiritualisme cristià d'orientació personalista. Si la seva primera formació filosòfica va ser el Tomisme, va enriquir el seu pensament amb les lectures dels filòsofs moderns, amb les seves pròpies reflexions i sobretot amb els ensenyaments dels seus professors universitaris. Així, va rebre la influència de la fenomenologia, de la filosofia dels valors i de la cultura, d'algunes formes de vitalisme i també de l'existencialisme. Es va dedicar a estudiar principalment la filosofia de l'home, dedicant especial atenció a les activitats estrictament humanes com ara el coneixement i la veritat, la llibertat i la cultura.

## Publicacions
El conjunt de la seva obra, està compost per més de trenta articles, publicats la majoria a la Revista de Filosofia, però també en altres revistes com Crisi, Arbor, Revista Portuguesa de Filosofia, Rivista Quadrimestrale di Filosofia, Anals del Seminari d'Història de la filosofia. També va publicar diversos llibres, com La persona humana (1962), Historia de la filosofía y de las ciencias (1964), Andrés Piquer, filosofía y medicina en la España del siglo XVIII (1991), Recuerdos de mi niñez (1992), Testigo de noventa años de Historia (1995), Conocimiento, verdad y libertad (1996), Historia del Instituto "Ramiro de Maeztu" de Madrid (2001), Reflexiones sobre el hombre, la vida, el tiempo, el amor y la libertad (2002) i Mi vida vista desde los cien años (2004). Entre la seva producció es troben també diverses traduccions, com la de Reglas para la dirección del Espíritu de Descartes (1935) o Selección filosófica de Santo Tomás de Aquino (1942).

## Reconeixements
Aquest sacerdot, filòsof, considerat el degà dels filòsofs espanyols, que va estar sempre molt vinculat al món cultural i social de la vila calandina, malgrat la seva dilatada i fructífera trajectòria vital, només va obtenir reconeixement oficial en els últims anys, quan moltes institucions el van voler rescabalar de l'oblit en què l'havien tingut pel que fa a honors i distincions. Entre els nombrosos reconeixements hi ha la "Medalla d'Or al mèrit Docent" que se li va concedir el 1983, o la Medalla d'Or al Mèrit al Treball que va rebre el 2002 del Ministeri d'Educació, Cultura i Esport. També, el nomenament de Fill Predilecte de la Vila de Calanda (1992), la Creu de Sant Jordi de la Diputació de Terol (1996), la «Medalla al Mèrit Cultural del Govern d'Aragó» (1998), la Comanda de l'Orde Civil d'Alfons X el Savi (1999), la Medalla al Mèrit en el Treball" (2001), el nomenament de «Patriarca d'Aragó» segons acord de l'Assemblea de l'Ateneu de Saragossa (2002), «Soci de Mèrit de la Real i Excma. Societat Econòmica Aragonesa d'Amics del País» (2002), i altres reconeixements de menor entitat.

## Llegat
El 2005, un any abans de la seva mort, va ser constituïda pel mateix Pare Mindán la Fundació Mindán Manero, amb seu a Calanda, vila natal del filòsof. L'objectiu d'aquesta fundació és el foment d'activitats de tipus cultural i educatiu, així com el patrocini de Jornades filosòfic-culturals i el manteniment de l'arxiu de documents del titular.